# インドネシア鉄道公社BN-Holec電車
インドネシア鉄道公社BN-Holec電車（インドネシアてつどうこうしゃビーエヌ・ホレックでんしゃ）は、かつてインドネシアの首都であるジャカルタ都市圏の電化鉄道路線（KRLコミューターライン）で運用されていた KL3-94/96/97/98/99/2000/2001形電車（EA101系電車）の通称である。この項目では、BN-Holecから改造されたME201形気動車・BN-HolecAC系電車についても解説する。

## 概要
1992年から1993年にかけて製造されたKL3-92/93形 "ABB-Hyundai"に続き、ジャカルタ都市圏の電化路線に導入が行われた電車。車体はベルギーのLa Brugeoise et Nivelles SA（BN）（現：ボンバルディア・トランスポーテーション）によって設計が行われたステンレス製で、前面は繊維強化プラスチックによって構成され水色や橙色などの塗装に塗られていた。制御装置はオランダのHolecが製造したGTOサイリスタ素子のVVVFインバータ制御が用いられた。
なお1994年に製造された初期車は欧州で製造された完成車両がインドネシアに輸送されたが、1995年以降はインドネシアの国営企業であるインダストリ・クレタ・アピがベルギー・オランダ各企業からの支援を受けてノックダウン製造を実施しており、インドネシア国内で最終組み立てが行われた初の電車となった。これらの車両については前面の形状が変更されている。

## 運用
1994年から2001年にかけて4両編成32本（128両）が製造された。主に4両編成を2本繋いだ8両編成で運用された他、編成の組み換えによる8両固定編成（6M2T）も導入された。
だが、現地の架線電圧が不安定である事から複雑な機構を有するVVVFインバータ制御装置の故障が頻発し、維持費も高騰した事から2001年以降は予備部品確保のための廃車が行われるようになった。更に都営6000形電車から始まった日本の中古電車の大量導入により運用の離脱が進み、冷房化や電気式気動車への改造が行われた編成を除き2012年までに全車廃車となった。

## ギャラリー

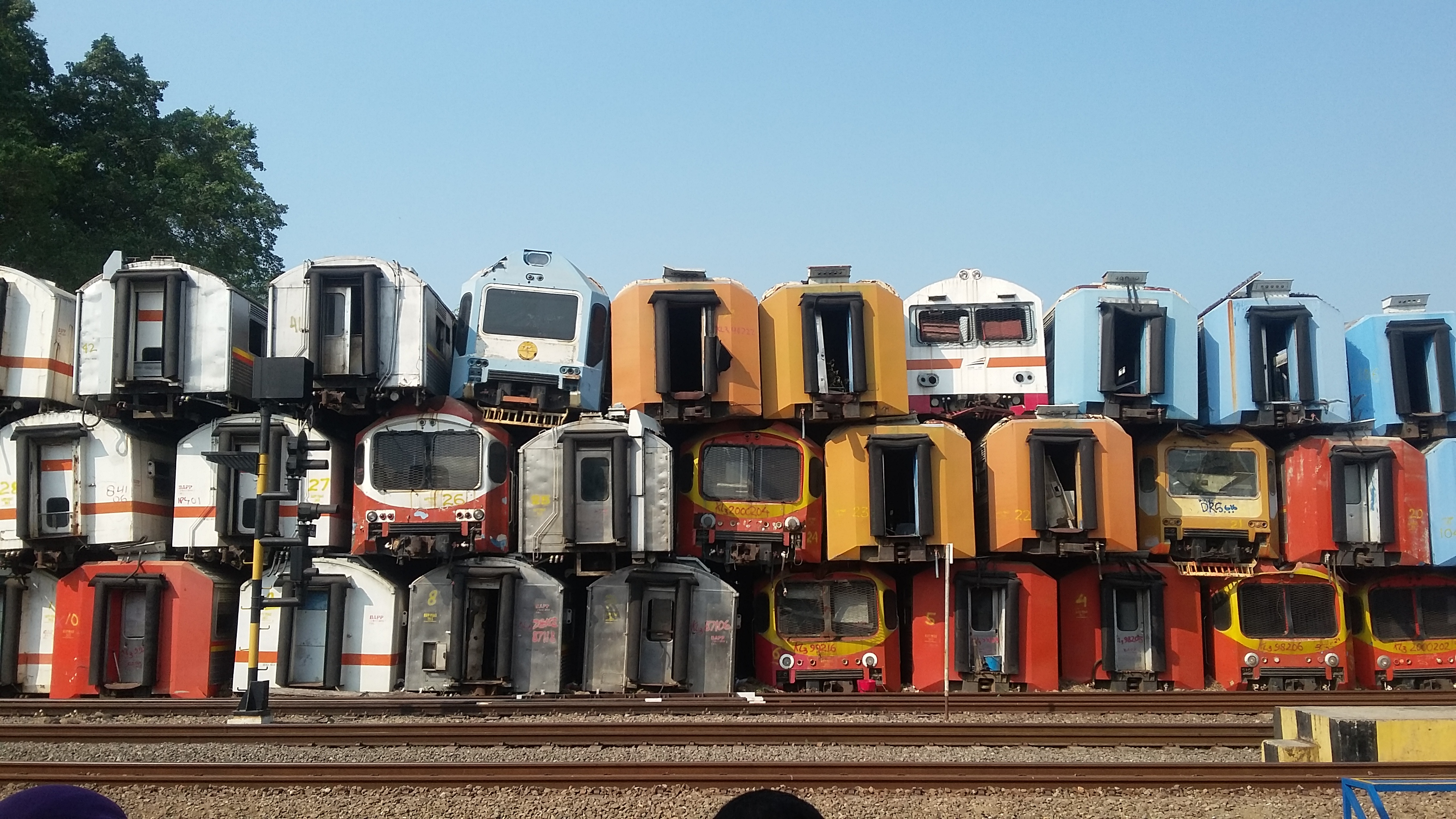
山積みにされたBN-Holec電車の廃車体（左上、右下）

## 改造

### ME201形気動車

#### 電気式気動車化（KRDE）
インドネシア鉄道ME201形気動車（インドネシアてつどうME201がたきどうしゃ、インドネシア語：Kereta Rel diesel INKA seri ME201）は、PT KAI(インドネシア鉄道会社)が2006年から導入している一般型気動車である。

#### 概要
BN-Holec(EA101系)は、機器の故障頻発により導入から数年 - 十数年での営業運転離脱を余儀なくされた。128両のうち50両が片方の先頭車両（Tec）の車内（運転台側）に大型の発電機を搭載し、それを用いて中間電動車（M）の床下に設置された既存の電動機を駆動させるという電気式気動車に変更され、全面形状の変更などの改造がインダストリ・クレタ・アピ(PT INKA)で施された。一次車が2005年から2008年にかけて導入され、冷房装置が搭載された二次車が2011年以降に導入された。一次車をKRDE、二次車をC-KRDE/Holec ACと呼ばれ、当形式をKDE3と分類されることもある。
2006年3月1日にスラカルタ（ソロ） - ジョグジャカルタ間を結ぶ快速列車であるプランバナン・エクスプレス(以下、プラメックス)に導入され、本数増加や所要時間の短縮などにより利用客から高い評価を受けて以降、バラヤ・ゲウリス号・2012年11月5日に運行が開始されたスリウェダリ号・カリグン号など、インドネシア各地の非電化区間の近郊・中距離列車に用いられた。この成功をうけて、MH102形気動車(KRDI)が開発される経緯となった。2015年6月30日にスリウェダリが廃止となったため、ソリウェダリ編成はプラメックスの運用に転属した。
2012年10月23日にプランバナン・エクスプレスの運行中にK3 2 07 01編成が脱線し廃車となった。2019年10月3日に一部編成が白い塗装へ塗り替えが行われた。
2019年12月未明に非冷房の一次車であるK3 2 07 06編成に緑塗装への変更と冷房化工事が行われた。2022年以降、K3 2 07 06編成及び、二次車の全編成に大規模修繕工事が施工された。内容は、再び全面形状を大きく変更し、赤と黒を基調とする塗装への塗り替え、クロスシート化や窓側に電気コンセントの設置、中間の扉を埋めることで3扉から2扉への変更、トイレ設備には便座式と小便器式がそれぞれ設置された。KCJBフィーダー線への転用に踏まえた改造となっている。
2022年12月15日にジョグジャカルタ地域事業部で運行されているうちの1編成がKCJBフィーダー線での試運転のためにCC203形機関車に牽引され、バンドン車両基地へ甲種回送された。

#### ME201形気動車編成表
|                | 編成       |            |            |            |            |                                          |
| 号車           | 1 (TeC)    | 2 (M)      | 3 (T)      | 4(T)       | 5 (Tc)     | 所属車両基地・編成                       |
| K3 2 05 01編成 | K3 2 05 01 | K3 2 05 02 | K3 2 05 03 | K3 2 05 04 | K3 2 05 05 | PRAMEKS編成 2014年引退                   |
| K3 2 07 01編成 | K3 2 07 01 | K3 2 07 02 | K3 2 07 03 | K3 2 07 04 | K3 2 07 05 | PRAMEKS編成 2012年事故により廃車         |
| K3 2 07 06編成 | K3 2 07 06 | K3 2 07 07 | K3 2 07 08 | K3 2 07 09 | K3 2 07 10 | 元緑編成 ジョグ・ジャカルタ車両基地 (YK) |
| K3 2 08 01編成 | K3 2 08 01 | K3 2 08 02 | K3 2 08 03 | K3 2 08 04 | K3 2 08 05 | Baraya Geulis編成 2013年引退             |
| K3 2 08 06編成 | K3 2 08 06 | K3 2 08 07 | K3 2 08 08 | K3 2 08 09 | K3 2 08 10 | Rencang Geulis編成 2015年引退            |

|                | 編成       |            |            |            |            |                                                                     |
| 号車           | 1 (TeC)    | 2 (M)      | 3 (T)      | 4(T)       | 5 (Tc)     | 所属車両基地                                                        |
| K3 2 12 01編成 | K3 2 12 01 | K3 2 12 02 | K3 2 12 03 | K3 2 12 04 | K3 2 12 05 | 元Sriwedari編成 (旧:K3 2 11 01編成) ジョグ・ジャカルタ車両基地 (YK) |
| K3 2 12 06編成 | K3 2 12 06 | K3 2 12 07 | K3 2 12 08 | K3 2 12 09 | K3 2 12 10 | 元Sriwedari編成 (旧:K3 2 11 06編成) ジョグ・ジャカルタ車両基地 (YK) |
| K3 2 12 11編成 | K3 2 12 11 | K3 2 12 12 | K3 2 12 13 | K3 2 12 14 | K3 2 12 15 | PRAMEKS編成 ジョグ・ジャカルタ車両基地 (YK)                         |
| K3 2 12 16編成 | K3 2 12 16 | K3 2 12 17 | K3 2 12 18 | K3 2 12 19 | K3 2 12 20 | PRAMEKS編成 ジョグ・ジャカルタ車両基地 (YK)                         |
| K3 2 12 21編成 | K3 2 12 21 | K3 2 12 22 | K3 2 12 23 | K3 2 12 24 | K3 2 12 25 | PRAMEKS編成 ジョグ・ジャカルタ車両基地 (YK)                         |

#### ギャラリー

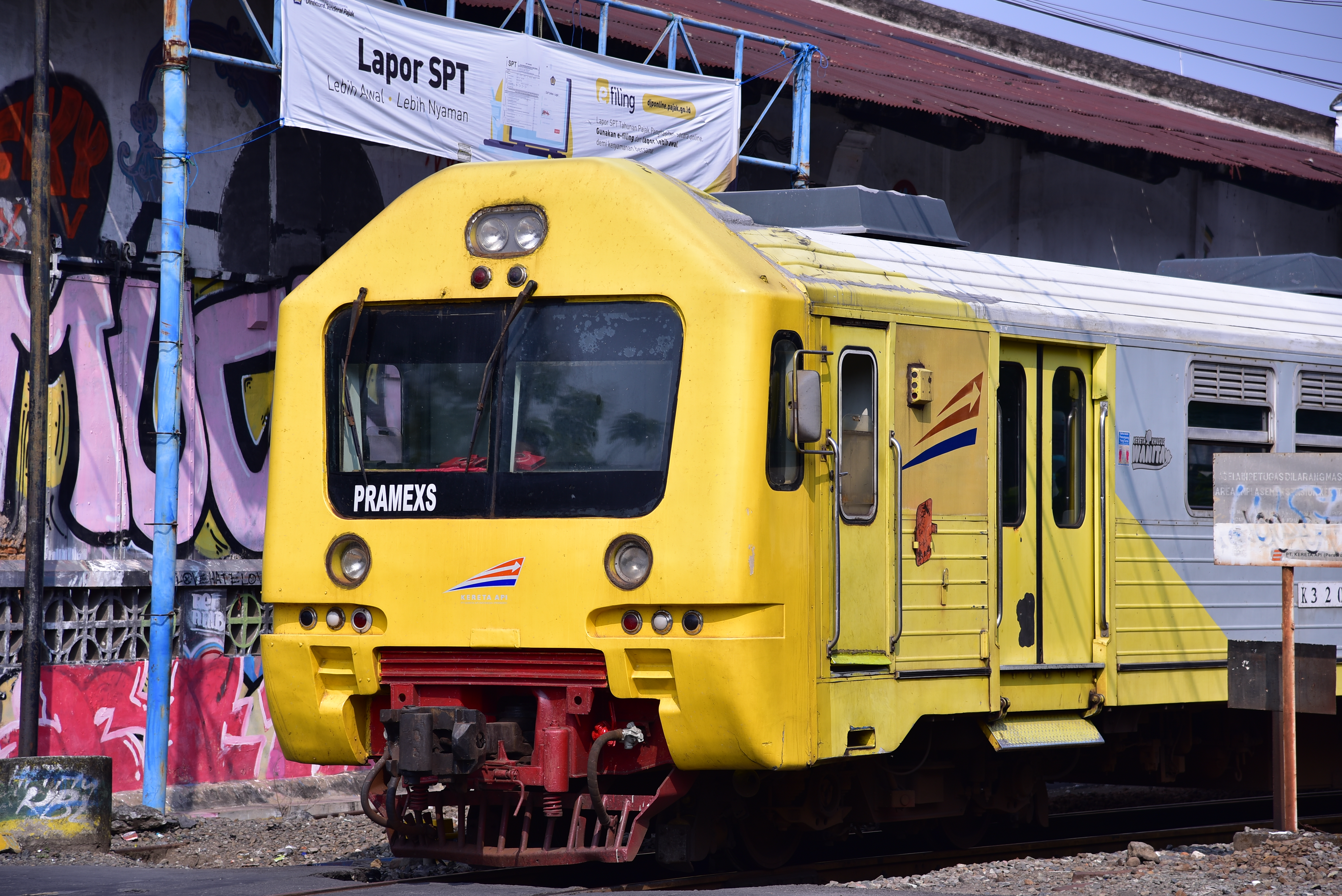
初期塗装車(一次車)
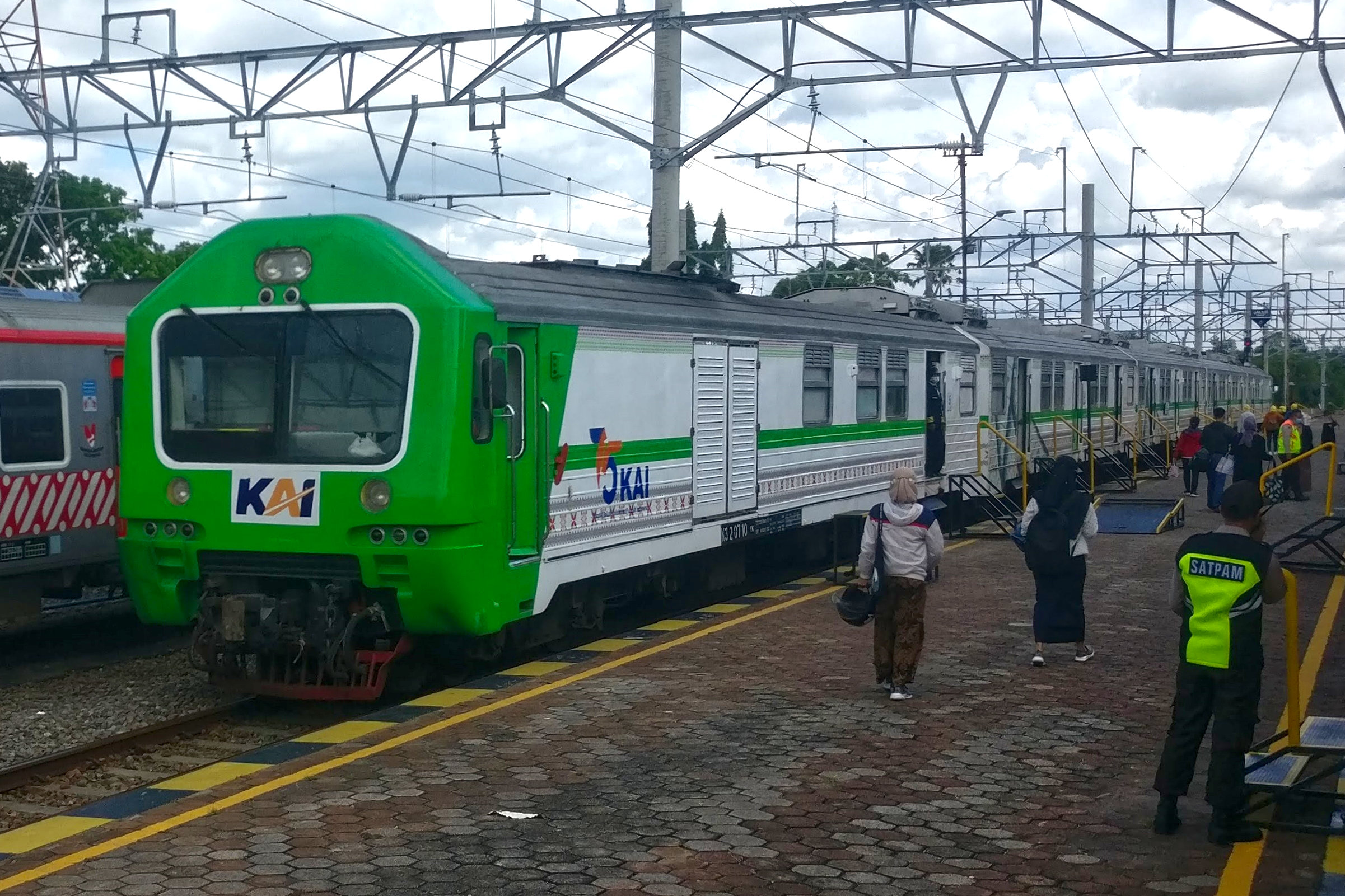
クラテン駅停車中の一次車(K3 2 07 06編成)
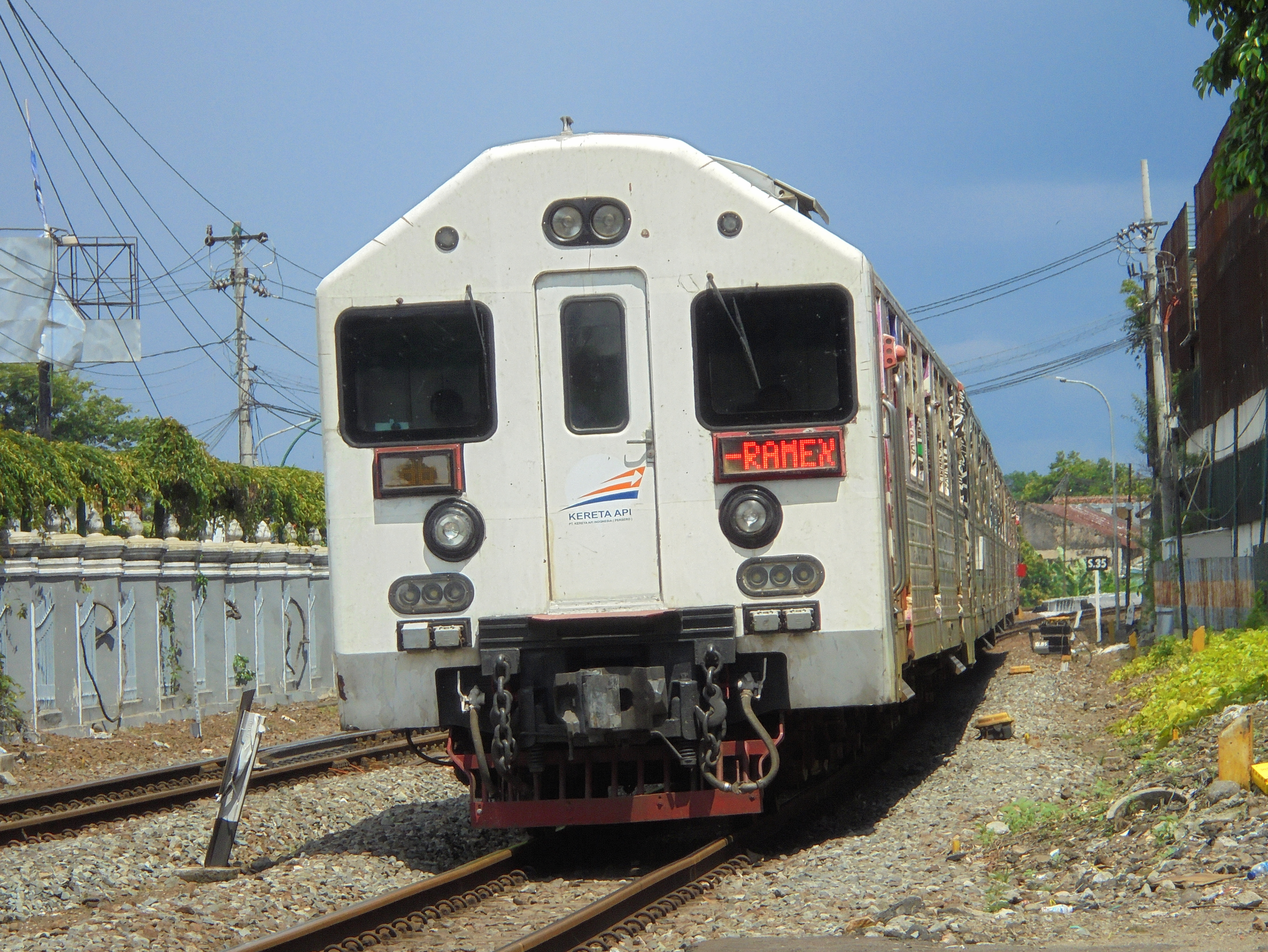
先頭車両化改造車（二次車）
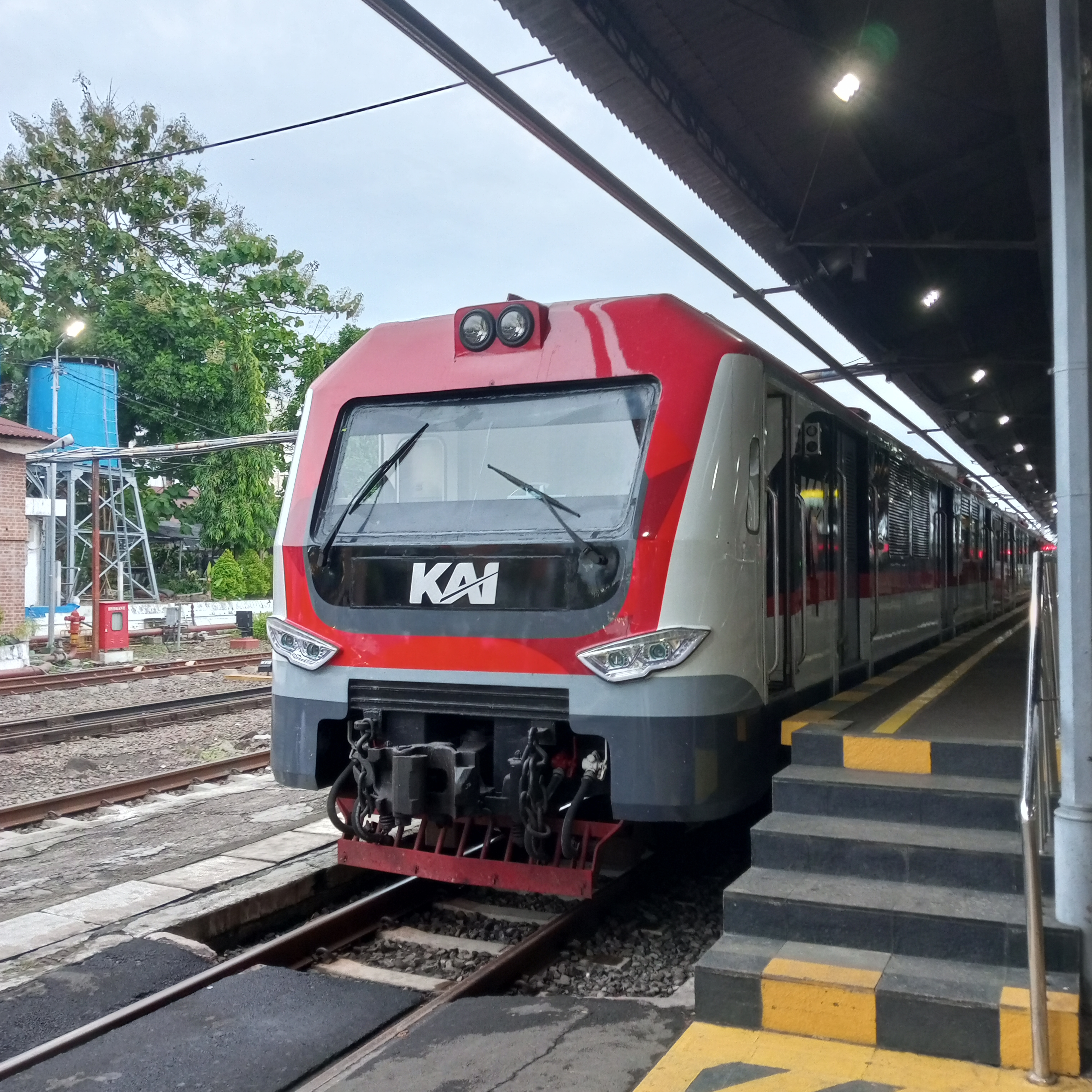
二次車（大規模修繕車）

### BN-Holec AC形

#### 冷房化
営業運転を離脱した車両のうち24両については冷房装置の設置（冷房化）や正面デザインも改造されME201形気動車と同様なものになり、ロングシート化も行われた。さらに8両固定編成化（8両×3編成）となり、先頭車両の運転台撤去も行われた。制御方式も従来のGTO素子からIGBT素子への交換を実施し、宇進産電とインドネシアのPersero社の部品を使用してPT INKAにて改造が行われた。大規模な更新が行われたが、愛称は「KRL Woojin」ではなく、以前として「KRL Holec AC」と呼ばれている。
2014年3月29日から運行開始がされ、頻繁に故障して廃車となったEA201系の予備編成としてKRLコミューターラインのタンゲラン線で運用を再開した。TS1編成は2014年3月29日に、TS2編成は2014年4月9日に、TS3編成は2014年5月4日から運用開始されたが、数カ月後に度重なる故障により修理のためにINKA マディウン工場に回送される編成も発生した。この車両はジョグジャカルタ線で運行される予定だったが、2020年に新型コロナウイルスのパンデミックにより、TS1編成は緊急車両へ改造され、廃車になったTS2編成・TS3編成の一部の先頭車両（K3 1 97 11とK3 1 01 03）はマディウン市の中心部にあるレストラン「ボゴウォント・レスト・トレイン」に改装された。

#### 編成表(8両編成化時点)
|         | 編成                     |                        |                        |                        |                        |                          |                          |                            |
| 号車    | 1 (TC)                   | 2 (M1)                 | 3 (M2)                 | 4 (T1)                 | 5 (T2)                 | 6 (M1)                   | 7 (M2)                   | 8 (TC)                     |
| TS1編成 | K3 1 00 07 (KL3-2000208) | K3 1 97 12 (KL3-97233) | K3 1 97 06 (KL3-97231) | K3 1 97 13 (KL3-97234) | K3 1 97 37 (KL3-97250) | K3 1 00 08 (KL3-2000207) | K3 1 97 04 (KL3-97229)   | K3 1 97 09 (KL3-97246)     |
| TS2編成 | K3 1 97 11 (KL3-97248)   | K3 1 97 08 (KL3-97245) | K3 1 97 10 (KL3-97247) | K3 1 97 07 (KL3-97232) | K3 1 96 16 (KL3-96216) | K3 1 96 11 (KL3-96215)   | K3 1 01 01 (KL3-2000201) | K3 1 98 06 (KL3-KL3-98210) |
| TS3編成 | K3 1 99 08 (KL3-99210)   | K3 1 98 05 (KL3-98209) | K3 1 99 05 (KL3-99207) | K3 1 96 03 (KL3-96204) | K3 1 97 02 (KL3-97226) | K3 1 97 14 (KL3-97235)   | K3 1 96 09 (KL3-96213)   | K3 1 01 03 (KL3-2001208)   |

## 関連記事
- PT KAI(インドネシア鉄道会社) - KAIコミューター - KRLコミューターライン

- その他のKL3形電車
  - KL3-76/78/83/84/86/87形 "Rheostatik" - 1976年-1987年にかけて40編成120両が導入された 日本車輌製造、川崎重工業、日立製作所（電気機器）製の電車。制御方式は抵抗制御だった。
  - KL3-92/93形 "ABB-Hyundai" - 1992年-1993年に2編成8両が導入された現代モービス、ABB（電気機器）製の電車。制御方式はVVVFインバータ制御であった。
  - KL3-97形 "Hitachi" - 1997年に導入された、日立製作所製の電車[6]。制御方式はVVVFインバータ制御であった。

- その他のディーゼル気動車
  - MH102形気動車（KRDI）- ME201形気動車の成功を受けて開発された車両
  - ME202形気動車（元ABB-Hyundai電車） - 同じ経緯で電気式気動車化された車両
  - ME204形気動車

## 参考資料
- 古賀俊行『インドネシア鉄道の旅 魅惑のトレイン・ワールド』潮書房光人社、2014年7月。ISBN 978-4-7698-1573-0。